# Андерсон, Райан
Райан Джеймс Андерсон (англ. Ryan James Anderson; род. 6 мая 1988 года, Сакраменто, штат Калифорния, США) — американский бывший профессиональный баскетболист. Играл в амплуа тяжёлого форварда. Был выбран на драфте НБА 2008 года под общим 21-м номером клубом «Нью-Джерси Нетс».

## Биография
Райан Андерсон родился в Сакраменто, учился в старшей школе Оак-Ридж в Эль-Дорадо-Хиллз, штат Калифорния. В 2005 году помог школьной баскетбольной команде победить во втором дивизионе чемпионата штата. После окончания школы поступил в Калифорнийский университет в Беркли, был одним из ведущих игроков университетской баскетбольной команды на протяжении двух сезонов. В сезоне 2007/2008 в среднем за игру набирал 21,6 очков и был лидером по результативности в конференции Пасифик-10.
В 2008 году на драфте НБА Андерсон был выбран под 21-м номером клубом «Нью-Джерси Нетс». В своём дебютном сезоне в НБА Андерсон сыграл 66 матчей (30 в стартовой пятёрке «Нетс»), в среднем за игру набирал 7,4 очков и делал 4,7 подборов, также продемонстрировал хорошую реализацию трёхочковых бросков.
25 июня 2009 года «Нетс» обменяли Андерсона вместе с Винсом Картером в «Орландо Мэджик» на Рафера Элстона, Тони Баттье и Кортни Ли. 27 октября 2009 года «Мэджик» продлили контракт с Райаном до конца сезона 2010/2011. Сезон 2009/2010 он начал на позиции стартового тяжёлого форварда «Мэджик», на время заменив дисквалифицированного Рашарда Льюиса. В сезоне 2011/2012 Андерсон был признан самым прогрессирующим игроком НБА.
11 июля 2012 года Райан был обменян в «Нью-Орлеан Хорнетс» на Густаво Айона.
9 июля 2016 года Андерсон подписал контракт с «Хьюстон Рокетс». Он дебютировал за «Рокетс» в мачте-открытии сезона 26 октября, набрав 14 очков и сделав шесть подборов. 1 декабря он набрал максимальные в сезоне 29 очков в победе над «Голден Стэйт Уорриорз». 23 декабря он установил новый рекорд сезона, набрав 31 очко в матче против «Мемфис Гриззлис».
В межсезонье «Рокетс» начали работать над тем, чтобы обменять большой контракт Андерсона. Чтобы увеличить возможности для обмена из «Хьюстона», Андерсон согласился уменьшить  свою зарплату с 21 млн долларов за сезон в 2019-20 годах до 15,6 млн долларов.
31 августа 2018 года Андерсон был обменян вместе с новичком Де'Энтони Мелтоном в «Финикс Санз» на Брэндона Найта и Маркеса Крисса.
6 февраля 2019 года Андерсон был обменян в «Майами Хит» на Уэйна Эллингтона и Тайлера Джонсона. 6 июля 2019 года Андерсон был отчислен «Хит».
27 сентября 2019 года Андерсон подписал контракт с «Хьюстон Рокетс», но 18 ноября 2019 года был отчислен.

## Личная жизнь
Райан состоял в фактическом браке с телевизионной персоной Джией Альмо (1983—2013), которая умерла 14 августа 2013 года после попытки самоубийства.

## Статистика

### Статистика в НБА
| Сезон                                                                                    | Команда    | Регулярный сезон | Регулярный сезон | Регулярный сезон | Регулярный сезон | Регулярный сезон | Регулярный сезон | Регулярный сезон | Регулярный сезон | Регулярный сезон | Регулярный сезон | Регулярный сезон | Серия плей-офф | Серия плей-офф | Серия плей-офф | Серия плей-офф | Серия плей-офф | Серия плей-офф | Серия плей-офф | Серия плей-офф | Серия плей-офф | Серия плей-офф | Серия плей-офф |
| Сезон                                                                                    | Команда    | GP               | GS               | MPG              | FG%              | 3P%              | FT%              | RPG              | APG              | SPG              | BPG              | PPG              | GP             | GS             | MPG            | FG%            | 3P%            | FT%            | RPG            | APG            | SPG            | BPG            | PPG            |
| ---------------------------------------------------------------------------------------- | ---------- | ---------------- | ---------------- | ---------------- | ---------------- | ---------------- | ---------------- | ---------------- | ---------------- | ---------------- | ---------------- | ---------------- | -------------- | -------------- | -------------- | -------------- | -------------- | -------------- | -------------- | -------------- | -------------- | -------------- | -------------- |
| 2008/09                                                                                  | Нью-Джерси | 66               | 30               | 19,9             | 39,3             | 36,5             | 84,5             | 4,7              | 0,8              | 0,7              | 0,3              | 7,4              | Не участвовал  | Не участвовал  | Не участвовал  | Не участвовал  | Не участвовал  | Не участвовал  | Не участвовал  | Не участвовал  | Не участвовал  | Не участвовал  | Не участвовал  |
| 2009/10                                                                                  | Орландо    | 63               | 6                | 14,5             | 43,6             | 37,0             | 86,6             | 3,2              | 0,6              | 0,4              | 0,2              | 7,7              | 9              | 0              | 9,9            | 31,0           | 28,6           | 100,0          | 3,4            | 0,3            | 0,2            | 0,2            | 2,6            |
| 2010/11                                                                                  | Орландо    | 64               | 14               | 22,3             | 43,0             | 39,3             | 81,2             | 5,5              | 0,8              | 0,5              | 0,6              | 10,6             | 6              | 0              | 24,6           | 26,7           | 30,0           | 100,0          | 4,5            | 0,5            | 0,8            | 0,2            | 4,7            |
| 2011/12                                                                                  | Орландо    | 61               | 61               | 32,2             | 43,9             | 39,3             | 87,7             | 7,7              | 0,9              | 0,8              | 0,4              | 16,1             | 5              | 5              | 34,4           | 34,1           | 40,0           | 85,7           | 4,6            | 0,8            | 0,6            | 0,4            | 9,6            |
| 2012/13                                                                                  | Нью-Орлеан | 81               | 22               | 30,9             | 42,3             | 38,2             | 84,4             | 6,4              | 1,2              | 0,5              | 0,4              | 16,2             | Не участвовал  | Не участвовал  | Не участвовал  | Не участвовал  | Не участвовал  | Не участвовал  | Не участвовал  | Не участвовал  | Не участвовал  | Не участвовал  | Не участвовал  |
| 2013/14                                                                                  | Нью-Орлеан | 22               | 14               | 36,1             | 43,8             | 40,9             | 95,2             | 6,5              | 0,8              | 0,5              | 0,3              | 19,8             | Не участвовал  | Не участвовал  | Не участвовал  | Не участвовал  | Не участвовал  | Не участвовал  | Не участвовал  | Не участвовал  | Не участвовал  | Не участвовал  | Не участвовал  |
| 2014/15                                                                                  | Нью-Орлеан | 61               | 5                | 27,5             | 39,9             | 34,0             | 85,4             | 4,8              | 0,9              | 0,5              | 0,3              | 13,7             | 4              | 0              | 23,8           | 44,4           | 41,7           | 100,0          | 4,3            | 2,3            | 0,0            | 0,5            | 10,8           |
| 2015/16                                                                                  | Нью-Орлеан | 66               | 7                | 30,4             | 42,7             | 36,6             | 87,3             | 6,0              | 1,1              | 0,6              | 0,4              | 17,0             | Не участвовал  | Не участвовал  | Не участвовал  | Не участвовал  | Не участвовал  | Не участвовал  | Не участвовал  | Не участвовал  | Не участвовал  | Не участвовал  | Не участвовал  |
| 2016/17                                                                                  | Хьюстон    | 72               | 72               | 29,4             | 41,8             | 40,3             | 86,0             | 4,6              | 0,9              | 0,4              | 0,2              | 13,6             | 11             | 9              | 30,5           | 39,1           | 28,3           | 87,5           | 5,2            | 0,6            | 0,4            | 0,2            | 9,4            |
| 2017/18                                                                                  | Хьюстон    | 66               | 50               | 26,1             | 43,1             | 38,6             | 77,4             | 5,0              | 0,9              | 0,4              | 0,3              | 9,3              | 11             | 0              | 8,7            | 35,0           | 33,3           | -              | 1,2            | 0,5            | 0,3            | 0,1            | 1,7            |
| 2018/19                                                                                  | Финикс     | 15               | 8                | 18,5             | 31,7             | 20,6             | 78,6             | 3,0              | 1,1              | 0,2              | 0,1              | 3,7              | Не участвовал  | Не участвовал  | Не участвовал  | Не участвовал  | Не участвовал  | Не участвовал  | Не участвовал  | Не участвовал  | Не участвовал  | Не участвовал  | Не участвовал  |
| 2018/19                                                                                  | Майами     | 10               | 0                | 4,4              | 22,2             | 33,3             | 50,0             | 0,9              | 0,2              | 0,1              | 0,0              | 0,7              | Не участвовал  | Не участвовал  | Не участвовал  | Не участвовал  | Не участвовал  | Не участвовал  | Не участвовал  | Не участвовал  | Не участвовал  | Не участвовал  | Не участвовал  |
| 2019/20                                                                                  | Хьюстон    | 2                | 0                | 7,0              | 28,6             | 20,0             | -                | 3,5              | 1,0              | 0,5              | 0,0              | 2,5              | Не участвовал  | Не участвовал  | Не участвовал  | Не участвовал  | Не участвовал  | Не участвовал  | Не участвовал  | Не участвовал  | Не участвовал  | Не участвовал  | Не участвовал  |
|                                                                                          | Всего      | 649              | 289              | 25,8             | 42,2             | 38,0             | 85,4             | 5,3              | 0,9              | 0,5              | 0,3              | 12,3             | 46             | 14             | 20,3           | 36,3           | 32,5           | 91,7           | 3,7            | 0,7            | 0,4            | 0,2            | 5,7            |
| Наведите курсор мыши на аббревиатуры в заголовке таблицы, чтобы прочесть их расшифровку. |            |                  |                  |                  |                  |                  |                  |                  |                  |                  |                  |                  |                |                |                |                |                |                |                |                |                |                |                |

### Статистика в NCAA
| Сезон | Команда    | Conf   | Class | GP | GS | MPG  | FG%  | 3P%  | FT%  | RPG | APG | SPG | BPG | PPG  |
| --- | ---------- | ------ | ----- | -- | -- | ---- | ---- | ---- | ---- | --- | --- | --- | --- | ---- |
| 2006/07 | Калифорния | Pac-10 | FR    | 33 | 33 | 33,2 | 47,6 | 38,2 | 79,8 | 8,2 | 0,5 | 0,7 | 0,5 | 16,3 |
| 2007/08 | Калифорния | Pac-10 | SO    | 33 | 33 | 32,8 | 49,0 | 41,0 | 86,9 | 9,9 | 1,4 | 0,4 | 0,5 | 21,1 |
| Всего | Всего      | Всего  | Всего | 66 | 66 | 33,0 | 48,4 | 39,6 | 84,1 | 9,0 | 1,0 | 0,5 | 0,5 | 18,7 |
| Наведите курсор мыши на аббревиатуры в заголовке таблицы, чтобы прочесть их расшифровку Статистика приведена с сайта sports-reference.com |            |        |       |    |    |      |      |      |      |     |     |     |     |      |